# 明石美代子
明石 美代子（あかし みよこ、1946年 - 2017年）は、日本の外交官。2008年（平成20年）6月から2012年（平成24年）1月17日までリトアニア駐箚特命全権大使（初代）を務めた。外務省女性専門職（いわゆるノンキャリア）として初の大使就任でもあった。
在任中は、日本の芸術家をリトアニアへ派遣させ、リトアニアでの日本の芸術分野における知名度を向上させたとされる。

## 経歴・人物
山口県出身。慶應義塾大学卒業後、1971年（昭和46年）外務省に入省する。
- 在オランダ大使館勤務[2] を経て外務省領事移住部邦人保護課海外安全相談センター室長など[5]
- 2004年（平成16年）4月　在デンマーク大使館公使参事官（次席）
- 2008年（平成20年）6月　リトアニア駐箚特命全権大使
- 2010年（平成22年）5月28日　リトアニアの首都・ヴィリニュスで開催された、広島の爆心地で原爆の熱線を浴びた路面電車の敷石に平和を祈る女性像を刻んだ「祈りの石」が、杉原千畝ゆかりの公園で贈呈された式典に参加。
- 2012年（平成24年）1月17日 白石和子に大使の座を譲り、退任。
- 2013年（平成25年）5月27日 一般社団法人霞関会副理事長[6]
- 2017年（平成29年）12月16日　永眠